# Al Green

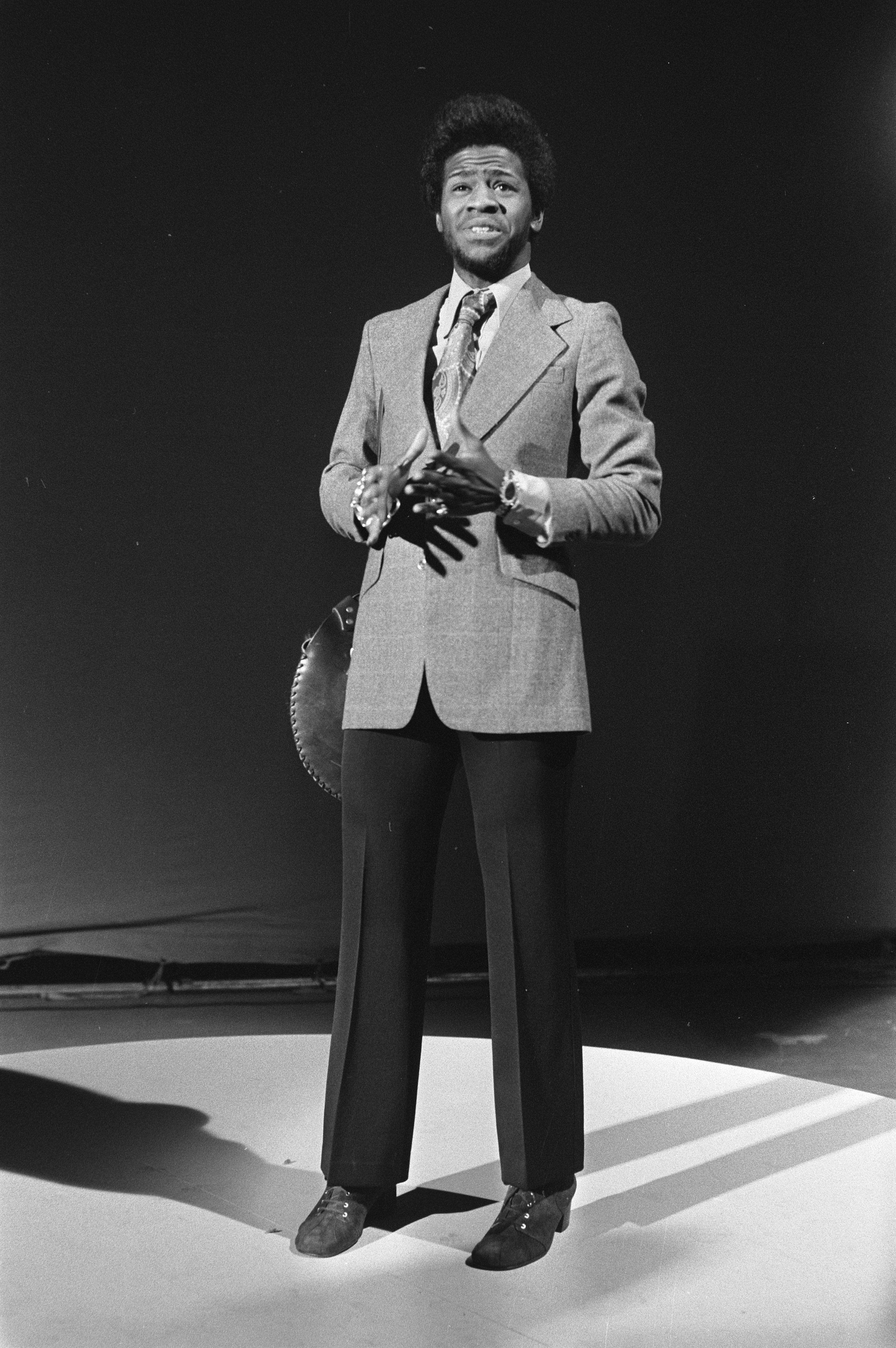
Al Green (1971).

Albert Leornes Greene (Forrest City, Arkansas, 13 de abril de 1946), conocido como reverendo Al Green, es un cantante y compositor estadounidense pentecostal. La mayoría de sus interpretaciones musicales pertenecen a los géneros góspel y soul. 
Ha sido unánimemente reconocido por fusionar estos diferentes estilos musicales entre sí, logrando la unión de lo secular con lo religioso. Durante los años 1970s obtuvo su mayor éxito, convirtiéndose en uno de los músicos con más superventas de esa época. En el año 2008, Green recibió un premio por toda su trayectoria artística llamado Lifetime Achievement Award durante el evento de premiación BET Awards. Su estilo vocal ha sido descrito como un áspero y cálido barítono y un etéreo falsetto.
En el año 2004 la revista Rolling Stone lo colocó en el puesto 65 de su lista de los cien artistas mejores e inmortales de todos los tiempos (100 Greatest Artists of All Time).

## Biografía

### Primeros años
Albert Greene nació en la ciudad Forrest City en el estado de Arkansas, Estados Unidos. Su padre era Robert Greene y trabajaba como mediero, su madre se llamaba Cora. En 1955, el joven Albert se trasladó con su familia a la ciudad de Grand Rapids en el estado de Míchigan.
Greene empezó su carrera musical cuando tenía nueve años de edad, en un cuarteto conocido como Greene Brothers, en compañía de sus hermanos Robert, Walter y William. Sin embargo, su padre lo expulsó de la agrupación musical debido a que Albert escuchaba la música de Jackie Wilson y porque expresó su interés de iniciar una carrera musical.
En 1964, Greene y sus amigos de la secundaria decidieron formar una banda de pop, a la que bautizaron con el nombre de Creations. El grupo estuvo en vigencia tres años y grabaron algunos éxitos musicales bajo la discográfica Zodiac. No obstante, después de un año de la separación del grupo, los miembros se volvieron a juntar, y esta vez se denominaron Al Greene and the Soul Mates, llegando a obtener gran fama con la canción «Back Up Train», la cual alcanzó la posición 41 en la lista de éxitos de 1968. A pesar de la originalidad y vivacidad de este proyecto musical perteneciente al género rhythm and blues, y producido por la discográfica Hot Line, el álbum no logró buenas ventas.

### Carrera artística y éxito
En 1969, Greene inició su carrera como solista en clubes nocturnos y adoptó el nombre artístico de Al Green. En una de sus presentaciones en Midland, tuvo la oportunidad de conocer al trompetista y vicepresidente de la discográfica Hi Records, Willie Mitchell, el cual después de ver la presentación de Green quedó impresionado y lo invitó a Memphis para que realizaran un álbum musical juntos. Mitchell había predicho el éxito de Green, y lo incentivó a que buscara su propio estilo de voz, en una época en la que el joven artista buscaba imitar a sus ídolos musicales que eran Jackie Wilson, Wilson Pickett, James Brown, y Sam Cooke. En 1970, ambos hicieron su primer álbum titulado Green is Blues bajo la producción de la discográfica a la que Mitchell representaba y que era propiedad del productor Joe Coughi. El álbum tuvo un éxito moderado, y Mitchell se encargó de los arreglos musicales, la ingeniería de sonido, y la producción. Mediante este proyecto Green demostró al público su poderosa y expresiva voz, y su siguiente disco fue, Al Green Gets Next To You (1970). Este álbum tuvo un éxito masivo, e incluyó cuatro sencillos de oro, en los que se demuestra la evolución de la voz y el mejoramiento de las composiciones realizadas por Green. Desde el principio, Green estableció un patrón de combinación de sencillos originales y versiones de célebres canciones como “Light My Fire”, “How Can You Mend a Broken Heart?” y “For the Good Times”.
No obstante, obtuvo un mayor éxito con el álbum Let’s Stay Together (1972). En la canción del mismo título, Green refinó su voz alcanzando su más alto falsetto, y esta interpretación a su vez logró convertirse en número uno según la lista de conteo de los 100 sencillos más populares de Estados Unidos, conocida como Billboard Hot 100, durante nueve semanas consecutivas. Asimismo, realizó el lanzamiento del álbum I’m Still In Love With You (1972), y un año más tarde presentó el disco Call Me, que alcanzó una alta popularidad en esa época, siendo considerado por algunos críticos como su obra más importante. En 1974, Green publicó el disco de vinilo Al Green Explores Your Mind, el cual contenía la canción «Take Me To the River», la cual fue versionada años después por la banda Talking Heads, en su segundo álbum titulado More Songs About Buildings and Food.

### Conversión al cristianismo
El 18 de octubre de 1974, en la residencia del intérprete en Memphis, su pareja sentimental Mary Woodson le pidió matrimonio (a pesar de que ella ya estaba casada con otro hombre), pero él rehusó. Despechada, aprovechando que Green estaba tomando un baño, le arrojó a la espalda sémola hirviendo. Inmediatamente, una amiga de Green que se encontraba también en la casa acudió a prestarle los primeros auxilios. Sintiéndose doblemente agraviada, Woodson se encerró en una de las habitaciones y, tras escribir una nota de suicidio, se disparó mortalmente con un revólver de Green. Por su parte, este hubo de ser evacuado a un hospital, donde ingresó con quemaduras de tercer grado en el estómago, el dorso y los brazos.
Green canalizó este incidente como una señal de Dios. Seguidamente, fue ordenado como reverendo del tabernáculo del pentecostalismo (en inglés Full Gospel Tabernacle, en 1976). Sin embargo, continuó grabando música y vio que las ventas de sus discos bajaron, recibiendo críticas variadas de los comentaristas musicales. Luego, compró una iglesia en Memphis, para poder ejercer como pastor debido a la negativa de varios miembros de la iglesia protestante. Consecuentemente, la religión pasó a ser lo más importante de su vida, aunque sin abandonar su afición al canto.
En 1977 grabó el disco The Belle Album el cual fue aclamado por la crítica, sin embargo no recuperó su antigua audiencia masiva. En 1979, Green sufrió una caída del escenario durante una presentación en Cincinnati, por lo que tuvo que pasar 15 días hospitalizado, y percibió este suceso como un nuevo mensaje de Dios. De esta manera, decidió concentrar sus energías en su iglesia y cantando góspel. Después de tres años, apareció junto a Patti Labelle en un musical de Broadway titulado Your Arms Too Short to Box with God. Su primer álbum de góspel fue The Lord Will Make a Way. Desde 1981 a 1989, Green grabó una serie de discos góspel, ganando ocho premios Grammy en esa categoría. El director cinematográfico Robert Mugge, realizó un documental sobre Al Green titulado Gospel According to Green, el cual incluye varias entrevistas sobre su vida e imágenes de su iglesia.

### Retorno al rhythm and blues
Después de pasar varios años exclusivamente interpretando góspel, Green decidió regresar al estilo musical rhythm and blues. Primero, lanzó un dueto con Annie Lennox, titulado «Put A Little Love In You Heart» (1988) y que fue creado para la banda sonora de la película llamada Scrooged, interpretada por el actor Bill Murray. En 1989, el cantante trabajó con el productor musical Arthur Baker, y escribió la exitosa canción «The Message Is Love». 
En el año de 1995 fue incluido en el Salón de la Fama del Rock, y nueve años más tarde en el Salón de la Fama del Góspel. Igualmente, en el 2002, Green recibió un premio Grammy por su trayectoria musical llamado Lifetime achievement Award.

## Discografía
| Año  | Álbum                                   |
| ---- | --------------------------------------- |
| 1967 | Back Up Train                           |
| 1969 | Green is Blues                          |
| 1971 | Al Green Gets Next to You               |
| 1972 | Let's Stay Together                     |
| 1972 | I'm Still in Love with You              |
| 1973 | Call Me                                 |
| 1973 | Livin' for You                          |
| 1974 | Al Green Explores Your Mind             |
| 1975 | Al Green Is Love                        |
| 1975 | Al Green's Greatest Hits                |
| 1976 | Full of Fire                            |
| 1976 | Have a Good Time                        |
| 1977 | The Belle Album                         |
| 1977 | Al Green's Greatest Hits, Vol. 2        |
| 1978 | Truth N' Time                           |
| 1980 | The Lord Will Make a Way                |
| 1981 | Higher Plane                            |
| 1981 | Tokyo Live                              |
| 1982 | Precious Lord                           |
| 1983 | I'll Rise Again                         |
| 1983 | The Christmas Album                     |
| 1984 | Trust in God                            |
| 1985 | He is the Light                         |
| 1986 | White Christmas                         |
| 1987 | Soul Survivor                           |
| 1988 | Hi Life - The Best of Al Green          |
| 1989 | I Get Joy                               |
| 1992 | Love is Reality                         |
| 1993 | Gospel Soul                             |
| 1995 | Your Heart's in Good Hands              |
| 1997 | Don't Look Back                         |
| 2000 | Take Me to the River (compilación)      |
| 2001 | Feels Like Christmas                    |
| 2002 | Love - The Essential Al Green           |
| 2003 | I Can't Stop                            |
| 2003 | The Love Songs Collection (compilación) |
| 2005 | Everything's OK                         |
| 2008 | Lay it Down                             |

## Sencillos
| Año  | Sencillo                                                                | Billboard Hot 100 |
| ---- | ----------------------------------------------------------------------- | ----------------- |
| 1971 | «Tired of Being Alone»                                                  | #11               |
| 1972 | «Let's Stay Together»                                                   | #1                |
| 1972 | «I'm Still in Love with»                                                | #3                |
| 1972 | «Look What You Done for Me»                                             | #4                |
| 1972 | «You Ought to be with Me»                                               | #3                |
| 1973 | «Call Me (Come Back Home)»                                              | #10               |
| 1973 | «Here I am (Come and Take Me)»                                          | #10               |
| 1974 | «Sha-La-La (Make Me Happy)»                                             | #7                |
| 1974 | «Let's Get Married»                                                     | #32               |
| 1974 | «Livin' for You»                                                        | #19               |
| 1975 | «L-O-V-E (Love)»                                                        | #13               |
| 1975 | «Full of Fire»                                                          | #28               |
| 1977 | «Keep Me Cryin'»                                                        | #37               |
| 1988 | «Put a Little Love in Your Heart» (con Annie Lennox)                    | #9                |
| 1989 | «The Message is Love» (Arthur Baker, The Backbeat Disciples y Al Green) | #38               |
| 1993 | «Love is A Beautiful Thing»                                             | #56               |